# In the Days of the Thundering Herd
In the Days of the Thundering Herd est un film muet américain réalisé par Colin Campbell et Francis J. Grandon, sorti en 1914.

## Synopsis
Tom Mingle et Sally Madison sont les seuls survivants, lors de l'attaque de leur caravane par la tribu de Swift Wing...

## Fiche technique
- Réalisation : Colin Campbell, Francis J. Grandon
- Scénario : Gilson Willets, d'après son histoire
- Durée : 48 minutes
- Date de sortie : 
  - États-Unis : 30 novembre 1914

## Distribution
- Tom Mix : Tom Mingle
- Bessie Eyton : Sally Madison
- Wheeler Oakman : Swift Wing
- Red Wing : Starlight
- John Bowers
- Major Gordon W. 'Pawnee Bill' Lillie